# Mainleus
Mainleus este o comună din districtul Kulmbach, regiunea administrativă Franconia Superioară, landul Bavaria, Germania.

## Galerie de imagini

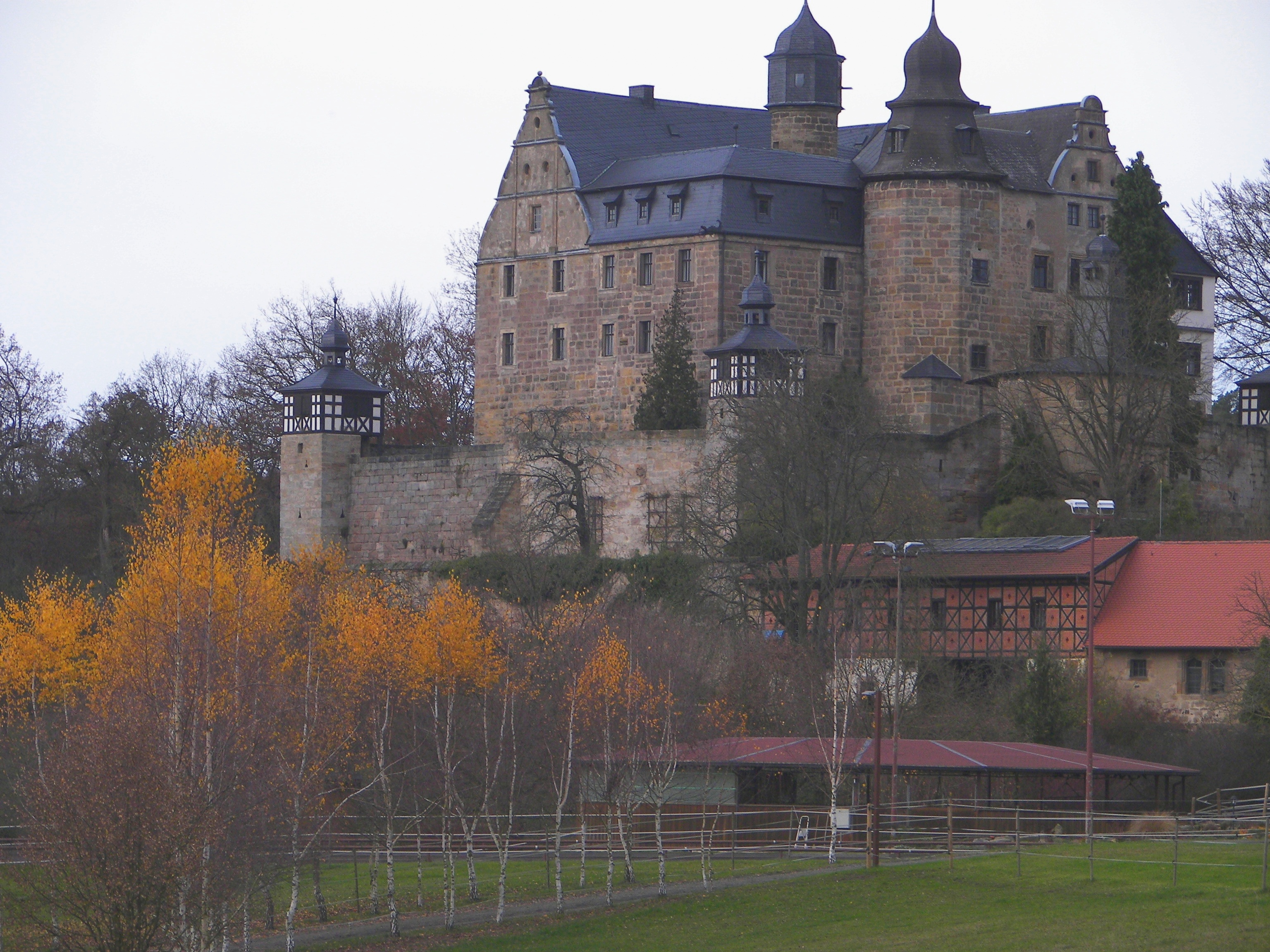
Castelul Wernstein
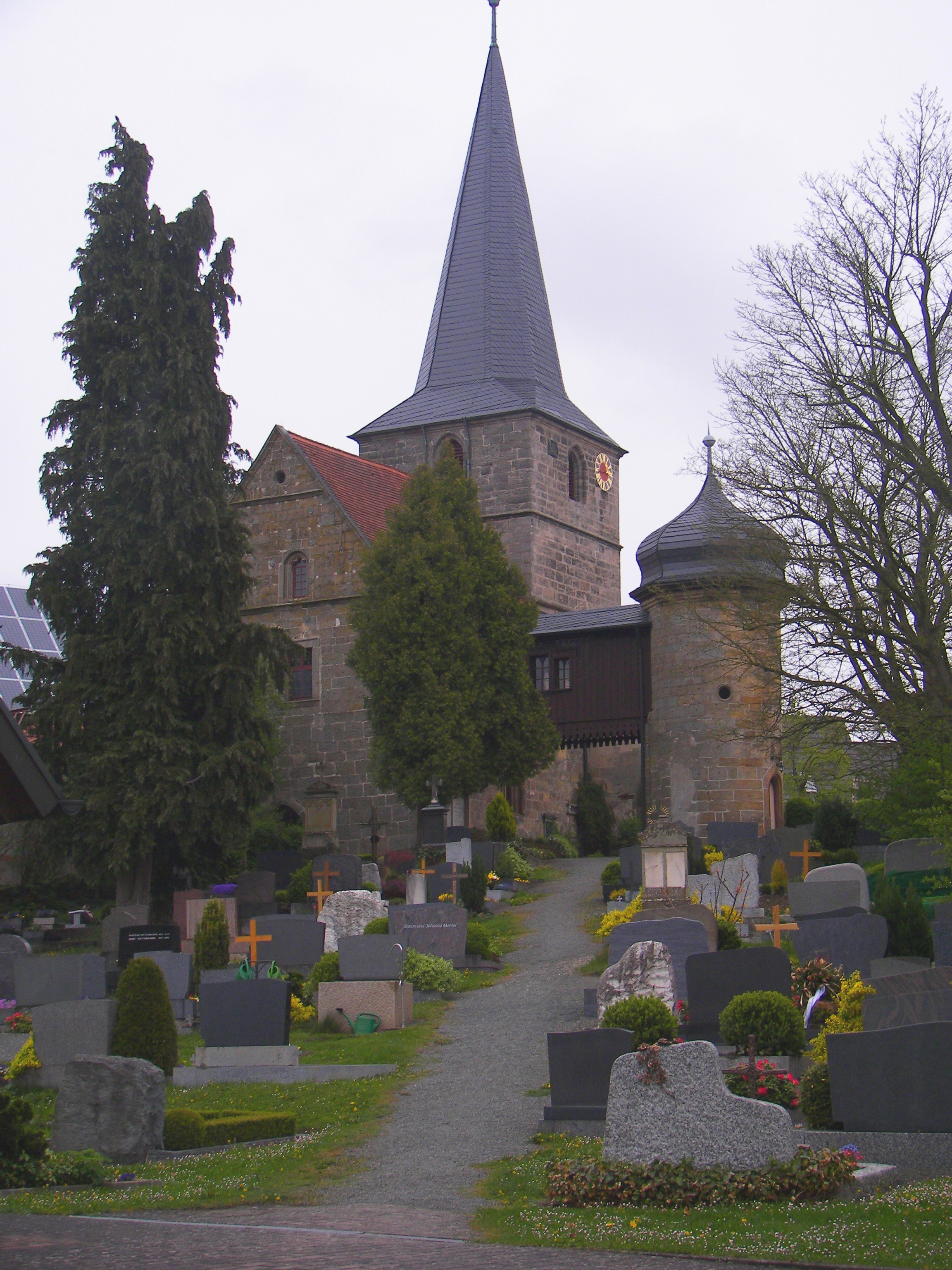
Biserica şi cimitirul din cartierul Veitlahm
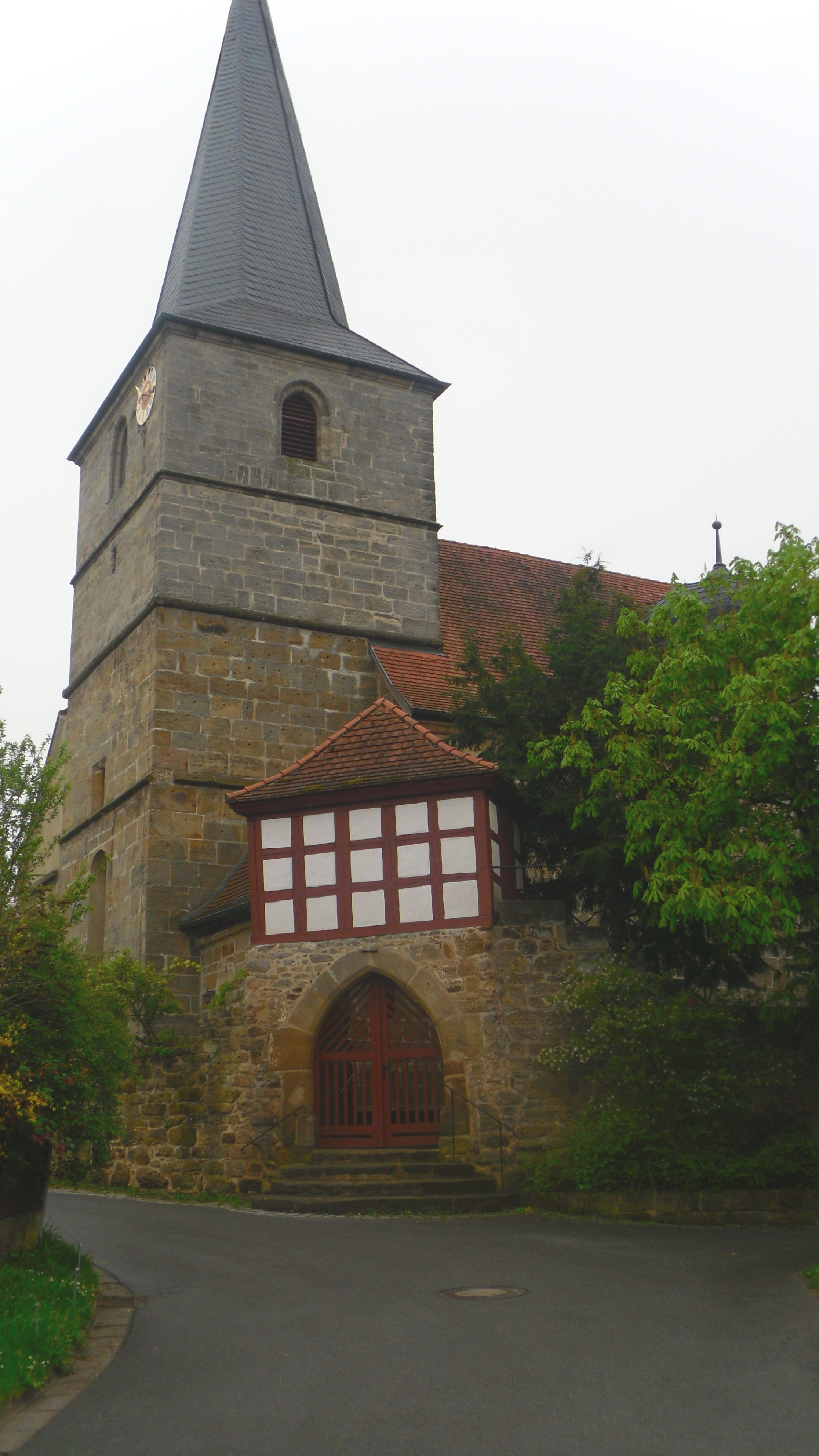
Biserica din cartierul Veitlahm